# Каганович Михайло Мойсейович
Михайло Мойсейович Каганович (нар. 16 жовтня 1888, село Кабани Радомисльського повіту Київської губернії, тепер Київської області — 1 липня 1941, місто Москва (за деякими даними — Казань), Російська Федерація) — радянський партійний і державний діяч, нарком оборонної і авіаційної промисловостей СРСР. Член Центральної контрольної комісії ВКП(б) (у 1927—1934 роках). Член ЦК ВКП(б) (у 1934—1941 роках). Кандидат у члени Організаційного бюро ЦК ВКП(б) з 10 лютого 1934 по 10 березня 1939 року. Депутат Верховної Ради СРСР 1-го скликання. Старший брат Юлія та Лазара Кагановичів.

## Біографія
Народився в бідній єврейській родині прасола Мойсея Гершковича Кагановича. Здобув початкову освіту.
У листопаді 1901 — 1903 року — учень слюсарної майстерні у місті Іванкові Радомисльського повіту Київської губернії. У грудні 1903 — 1906 року — слюсар-бляхар на фабриці і у майстерні міст Чорнобиля і Києва.
Член РСДРП(б) з січня 1905.
Неодноразово заарештовувався. З червня по листопад 1906 року сидів у Київській в'язниці. З листопада 1906 по березень 1907 року був висланий у село Кабани Радомисльського повіту Київської губернії.
У березні 1907 — липні 1909 року — слюсар майстерень у Києві. З липня по жовтень 1909 року сидів у Київській в'язниці. З жовтня 1909 по лютий 1910 року був висланий у село Кабани Радомисльського повіту.
У лютому — листопаді 1910 року — бляхар заводу в селі Кам'янське Катеринославської губернії.
У листопаді 1910 — жовтні 1914 року — рядовий солдат російської армії, слюсар у містах Хабаровську та Житомирі.
У жовтні 1914 — 1916 року — слюсар на млині і лісопильному заводі в Києві. У 1916—1917 роках — слюсар на залізниці Боярка—Костюковичі.
У лютому 1917 — травні 1918 року — голова міської ради міста Суража Чернігівської губернії, член штабу червоногвардійських загонів на станції Унеча Чернігівської губернії.
У червні 1918 — травні 1919 року — член колегії Нижньогородського губернського управління у справах полонених і біженців, голова каси хворих у місті Нижньому Новгороді. За деякими даними був головою Арзамаського військово-революційного комітету Нижньогородської губернії.
У травні 1919 — травні 1920 року — заступник голови Нижньогородського губернського відділу соціального забезпечення, продовольчий уповноважений Нижньогородського губернського виконкому.
У травні 1920 — березні 1921 року — комісар управління продовольства в Арзамаському повіті Нижньогородської губернії.
У березні 1921 — 1922 року — заступник голови виконавчого комітету Нижньогородської губернської ради.
У 1922 — травні 1923 року — відповідальний секретар Виксунського повітового комітету РКП(б) Нижньогородської губернії.
У 1923 — липні 1927 року — голова Нижньогородської губернської ради народного господарства (губраднаргоспу). За підтримки молодшого брата Лазаря переведений до Москви.
З липня 1927 року — член колегії (відділ раціоналізації державного апарату управління і господарства) Центральної контрольної комісії ВКП(б) — Народного комісаріату робітничо-селянської інспекції СРСР (ЦКК—РСІ). У грудні 1927 — червні 1930 року — кандидат у члени Президії ЦКК ВКП(б), у липні 1930 — лютому 1932 року — член Президії ЦКК ВКП(б).
Одночасно у листопаді 1930 — 1932 року — член Президії Вищої ради народного господарства (ВРНГ) СРСР. У 1931—1932 роках — начальник Головного машинобудівного управління і заступник голови ВРНГ СРСР із машинобудування.
У 1932 — 8 грудня 1936 року — заступник народного комісара важкої промисловості СРСР, начальник сектора, начальник Головного управління авіаційної промисловості «Головавіапром» (у 1935—1936 роках) Наркомату важкої промисловості СРСР. Найближчий співробітник Серго Орджонікідзе.
8 грудня 1936 — 15 жовтня 1937 року — заступник народного комісара оборонної промисловості СРСР.
15 жовтня 1937 — 11 січня 1939 року — народний комісар оборонної промисловості СРСР.
11 січня 1939 — 10 січня 1940 року — народний комісар авіаційної промисловості СРСР.
У травні 1940 — 1 липня 1941 року — директор Казанського заводу № 124 імені Серго Орджонікідзе 10-го Головного управління Народного комісаріату авіаційної промисловості СРСР.
У лютому 1941 року на XVIII конференції ВКП (б) був попереджений, що якщо «не виконає доручень партії і уряду, то буде виведений зі складу ЦК і знятий з керівної роботи».
Застрелився 1 липня 1941 року. Похований на Новодівочому цвинтарі Москви.

## Родина
Молодші брати — Каганович Юлій Мойсейович, Каганович Лазар Мойсейович, Каганович Арон Мойсейович.

## Нагороди
- орден Леніна (13.08.1936)
- орден Трудового Червоного Прапора (27.10.1938).